# Marianne Werner
Marianne Werner (Dülmen, Alemania, 4 de enero de 1924-Dortmund, 22 de julio de 2023) fue una atleta alemana, especializada en la prueba de lanzamiento de peso en la que llegó a ser subcampeona olímpica en 1952.

## Carrera deportiva
En los JJ. OO. de Helsinki 1952 ganó la medalla de plata en lanzamiento de peso, con una marca de 14.57 metros, siendo superada por la soviética Galina Zybina.
Cuatro años después, en los JJ. OO. de Melbourne 1956 ganó la medalla de bronce en la misma prueba, con una marca de 15.61 metros, tras las soviéticas Tamara Tyshkevich (oro con 16.59 m que fue récord olímpico) y Galina Zybina (plata).